# Jorge Luiz Frello
Jorge Luiz Frello Filho (Imbituba, 20 december 1991) – alias Jorginho – is een Italiaans-Braziliaans voetballer die doorgaans als centrale middenvelder speelt. Hij tekende in januari 2023 een contract tot medio 2024 bij Arsenal, dat circa €11 miljoen voor hem betaalde aan Chelsea. Jorginho debuteerde in 2016 in het Italiaans voetbalelftal.

## Jeugd
Jorginho werd geboren te Imbituba in de Braziliaanse staat Santa Catarina, maar verhuisde op 15-jarige leeftijd naar Italië. Hij is van Italiaanse afkomst via zijn over-overgrootvader van vaderskant, Giacomo Frello, die afkomstig is uit Lusiana, Veneto. Zijn Italiaans staatsburgerschap verkreeg Jorginho vanwege zijn grootvader, een Braziliaan die het reeds bezit.

## Clubcarrière

### Hellas Verona en verhuur aan Sambonifacese
Jorginho is afkomstig uit de jeugdopleiding van Hellas Verona. Hij werd tijdens het seizoen 2010/11 uitgeleend Sambonifacese, actief in de Serie C. Hij debuteerde voor Hellas Verona in de Serie B op 4 september 2011 tegen Sassuolo. In zijn debuutjaar kwam Jorginho tot tweeëndertig wedstrijden in de competitie. In 2013 dwong hij met Hellas Verona promotie af naar de Serie A. Jorginho kende een geslaagd debuut op het hoogste niveau, met zeven doelpunten en vier assists in zijn achttien gespeelde wedstrijden in het jaargang 2013/14.

### Napoli
In januari 2014 werd Jorginho voor €5 miljoen verkocht aan Napoli. Dat werd hiermee voor 50% eigenaar van zijn transferrechten. De club kocht in juni 2015 voor €4,5 miljoen ook de andere helft van Hellas Verona. Met Napoli won Jorginho in 2014 zowel de Coppa Italia als de Supercoppa Italiana.

### Chelsea
In juli 2018 tekende Jorginho een vijfjarig contract bij Chelsea, dat een bedrag van ruim €50 miljoen overmaakte aan de Napolitanen. Jorginho won met Chelsea in het seizoen 2018/19 de UEFA Europa League en in het seizoen 2020/21 de UEFA Champions League.

## Clubstatistieken
| Seizoen | Club          | Competitie     | Competitie | Competitie | Beker | Beker | Internationaal | Internationaal | Totaal | Totaal |
| Seizoen | Club          | Competitie     | Wed.       | Dlp.       | Wed.  | Dlp.  | Wed.           | Dlp.           | Wed.   | Dlp.   |
| ------- | ------------- | -------------- | ---------- | ---------- | ----- | ----- | -------------- | -------------- | ------ | ------ |
| 2010/11 | Sambonifacese | Serie C        | 31         | 1          | 2     | 0     | —              | —              | 33     | 1      |
| 2011/12 | Hellas Verona | Serie B        | 32         | 2          | 1     | 0     | —              | —              | 33     | 2      |
| 2012/13 | Hellas Verona | Serie B        | 41         | 2          | 3     | 0     | —              | —              | 44     | 2      |
| 2013/14 | Hellas Verona | Serie A        | 18         | 7          | 1     | 0     | 0              | 0              | 19     | 7      |
| 2013/14 | Napoli        | Serie A        | 15         | 0          | 4     | 1     | —              | —              | 19     | 1      |
| 2014/15 | Napoli        | Serie A        | 23         | 0          | 2     | 1     | 8              | 0              | 33     | 1      |
| 2015/16 | Napoli        | Serie A        | 35         | 0          | 1     | 0     | 2              | 0              | 38     | 0      |
| 2016/17 | Napoli        | Serie A        | 27         | 0          | 0     | 0     | 4              | 0              | 31     | 0      |
| 2017/18 | Napoli        | Serie A        | 33         | 2          | 1     | 0     | 5              | 2              | 39     | 4      |
| 2018/19 | Chelsea       | Premier League | 37         | 2          | 6     | 0     | 11             | 0              | 54     | 2      |
| 2019/20 | Chelsea       | Premier League | 31         | 4          | 5     | 0     | 8              | 3              | 44     | 7      |
| 2020/21 | Chelsea       | Premier League | 28         | 7          | 3     | 0     | 12             | 1              | 43     | 8      |
| 2021/22 | Chelsea       | Premier League | 29         | 6          | 8     | 1     | 10             | 2              | 47     | 9      |
| 2022/23 | Chelsea       | Premier League | 18         | 2          | 1     | 0     | 6              | 1              | 25     | 3      |
| 2022/23 | Arsenal       | Premier League | 14         | 0          | 0     | 0     | 2              | 0              | 16     | 0      |
| 2023/24 | Arsenal       | Premier League | 23         | 0          | 3     | 0     | 9              | 1              | 35     | 1      |
| Totaal  | Totaal        | Totaal         | 435        | 35         | 41    | 3     | 77             | 10             | 553    | 48     |

## Interlandcarrière
Onder leiding van bondscoach Antonio Conte maakte Jorginho zijn debuut in het Italiaans voetbalelftal op donderdag 24 maart 2016 in de vriendschappelijke thuiswedstrijd tegen Spanje (1–1) in Udine, net als Federico Bernardeschi (Fiorentina). Hij viel in deze interland na 89 minuten in voor Marco Parolo. Op 23 mei 2016 werd Jorginho opgenomen in de voorselectie voor het EK 2016 in Frankrijk. Hij behoorde echter niet tot de definitieve selectie, die bekend werd gemaakt op 31 mei 2016. Hij behoorde wel tot de definitieve selectie voor het EK 2020. Jorginho wist met Italië het EK 2020 te winnen na een gewonnen strafschoppenserie in de finale tegen Engeland. Hij werd op 6 juni 2024 door bondscoach Luciano Spalletti opgenomen in de Italiaanse selectie voor het EK 2024 in Duitsland. Italië eindigde als tweede in een groep met Albanië, Spanje en Kroatië, waarna het in de achtste finales werd uitgeschakeld met een 2–0 nederlaag tegen Zwitserland. Jorginho kwam in actie in de drie groepswedstrijden.

## Erelijst
| Competitie            |        |         |        |        |
| Competitie            | Aantal | Jaren   |        |        |
| Napoli                | Napoli | Napoli  | Napoli | Napoli |
| --------------------- | ------ | ------- | ------ | ------ |
| Coppa Italia          | 1×     | 2013/14 |        |        |
| Supercoppa Italiana   | 1×     | 2014    |        |        |
| Chelsea               |        |         |        |        |
| UEFA Champions League | 1×     | 2020/21 |        |        |
| UEFA Europa League    | 1×     | 2018/19 |        |        |
| UEFA Super Cup        | 1×     | 2021    |        |        |
| FIFA Club World Cup   | 1×     | 2021    |        |        |

| Competitie | Winnaar | Winnaar | Runner-up | Runner-up | Derde  | Derde  |
| Competitie | Aantal  | Jaren   | Aantal    | Jaren     | Aantal | Jaren  |
| Italië     | Italië  | Italië  | Italië    | Italië    | Italië | Italië |
| ---------- | ------- | ------- | --------- | --------- | ------ | ------ |
| UEFA EK    | 1×      | 2020    |           |           |        |        |

2 Saliba ·
3 Tierney ·
4 White ·
5 Partey ·
6 Gabriel ·
7 Saka ·
8 Ødegaard ·
9 Jesus ·
11 Martinelli ·
12 Timber ·
15 Kiwior ·
17 Zintsjenko ·
18 Tomiyasu ·
19 Trossard ·
20 Jorginho ·
22 Raya ·
23 Merino ·
29 Havertz ·
30 Sterling ·
32 Neto ·
33 Calafiori ·
41 Rice ·
49 Lewis-Skelly ·
53 Nwaneri ·
Coach: Arteta
· Assistent-coach: Stuivenberg
1 Sirigu ·
2 Di Lorenzo ·
3 Chiellini  ·
4 Spinazzola ·
5 Locatelli ·
6 Verratti ·
7 Castrovilli ·
8 Jorginho ·
9 Belotti ·
10 Insigne ·
11 Berardi ·
12 Pessina ·
13 Emerson ·
14 Chiesa ·
15 Acerbi ·
16 Cristante ·
17 Immobile ·
18 Barella ·
19 Bonucci ·
20 Bernardeschi ·
21 Donnarumma ·
22 Raspadori ·
23 Bastoni ·
24 Florenzi ·
25 Tolói ·
26 Meret ·
Coach: Mancini
1 Donnarumma  ·
2 Di Lorenzo ·
3 Dimarco ·
4 Buongiorno ·
5 Calafiori ·
6 Gatti ·
7 Frattesi ·
8 Jorginho ·
9 Scamacca ·
10 Pellegrini ·
11 Raspadori ·
12 Vicario ·
13 Darmian ·
14 Chiesa ·
15 Bellanova ·
16 Cristante ·
17 Mancini ·
18 Barella ·
19 Retegui ·
20 Zaccagani ·
21 Fagioli ·
22 El Shaarawy ·
23 Bastoni ·
24 Cambiaso ·
25 Folorunsho ·
26 Meret ·
Coach: Spalletti